# St. Grandson
St. Grandson is een Belgische indiepopband uit Gent.

## Geschiedenis
Het is een muzikaal project van singer-songwriter Benjamin Decloedt uit Torhout. In 2012 als gitaarduo gestart, groeide St. Grandson uit tot een band met warme, dromerige indiepop. Samen met I will, I swear en Zinger won St. Grandson in 2015 de talentenjacht ‘De Nieuwe Lichting’, ingericht door de Vlaamse radiozender Studio Brussel. Het leverde St. Grandson een plaatsje op Pukkelpop (2015) op en meerdere concerten, onder andere in de AB Brussel (2015) en de Botanique (2016). Het nieuwe album Wildfire werd voorgesteld in AB Brussel (2017) en Het Depot Leuven (2017).
In New York stond de band op het Northside Festival en in Nederland op diverse podia (Tivoli, Paradiso, De Oosterpoort), onder meer in het voorprogramma van de Nederlandse band Mister and Mississippi. St. Grandson was ook twee keer te gast bij 7 Layers Sessions, een project van Dotan. In mei 2017 stond St. Grandson met de volledige bezetting in De Zevende Dag op één.
In 2016 tekende St. Grandson een contract met Universal Music Belgium.

## Bandleden
- Benjamin Decloedt  -  leadzanger, gitaar, piano
- Klaas Tomme  -  basgitaar
- Stéphane Misseghers  -  drums
- Koen Quintyn  -  keyboard
- Jolien Deley  -  cello

## Discografie

### Albums
- Wildfire  (2017)

### Singles
- Midnight Swim (2015)
- All Around Us (2016)
- You Will Find (2016)
- Growin' Older (2017)
- Wildfire  (2017)

Stéphane Misseghers (drummer bij dEUS) was telkens de producer.
- The Tide (2018)

De singles werden meermaals gedraaid door Radio 1 en Studio Brussel. Bij Midnight Swim en All Around Us werd een videoclip opgenomen, respectievelijk op Lanzarote en in Sint-Martens-Latem, beide in een regie van Peter Lissens. De videoclip voor You Will Find werd in Kaapstad gedraaid.